# Tamurhydrelia
Tamurhydrelia là một chi bướm đêm thuộc họ Geometridae.